# Columbarium merope
Columbarium merope är en snäckart. Columbarium merope ingår i släktet Columbarium och familjen Columbariidae. Inga underarter finns listade i Catalogue of Life.